# Quentin Bell
Quentin Bell, rodným jménem Quentin Claudian Stephen Bell (19. srpna 1910 Londýn, Velká Británie – 16. prosince 1996 Firle, Sussex, Velká Británie), byl britský spisovatel, malíř a historik umění, syn Vanessy Bell a Clive Bella. Jeho tetou byla Virginia Woolf.

## Životopis

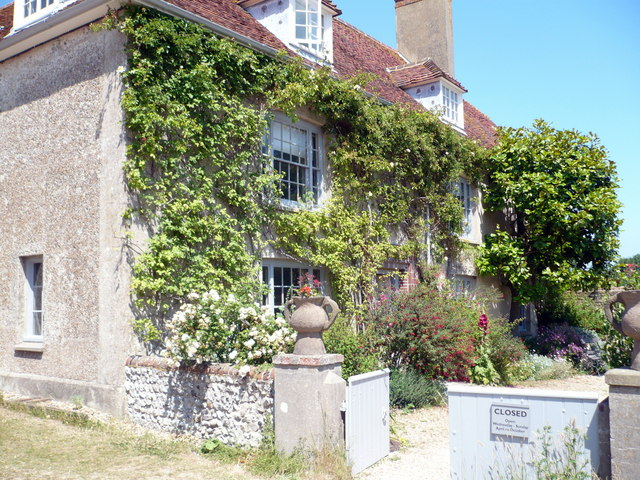
Panství Charleston, kde Quentin Bell vyrůstal

### Začátky
Quentin Claudian Stephen Bell se narodil 19. srpna 1910 v Londýně. Byl synem malířky a zakladatelky skupiny Bloomsbury, Vanessy Bell a kritika Clive Bella. Měl mladšího bratra Juliana a nevlastní sestru Angelicu. Julian se narodil v roce 1908 a zemřel ve španělské občanské válce v roce 1937. Byl básníkem. Angelica byla dcerou Vanessy a jejího milence Duncana Granta. Narodila se v roce 1918 a zemřela v roce 2012. Byla malířkou a spisovatelkou. Mladší sestra jeho matky byla Virginia Woolf, spisovatelka a členka Bloomsbury.
Dětství trávil Quentin střídavě v rodinném panství Charleston, v té době patřící lordu Gagemu, a v domě 46 na Gordon Square v Londýně. Vzdělání získal v Leighton Park School. V sedmnácti zanechal studia a rozhodl se cestovat po Evropě s architektem Rogerem Fryem. Jistý čas pobyl v Římě a v Paříži. V roce 1933 skončil v sanatoriu ve Švýcarsku, kde strávil celkem sedm měsíců. V roce 1935 měl svou první výstavu a to v Itálii. Stal se členem skupiny Bloomsbury.

### Kariéra

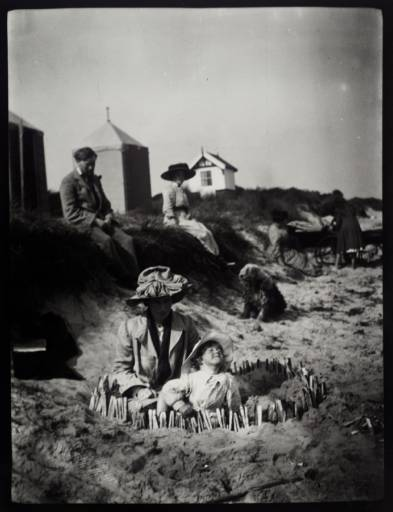
V popředí Quentinova matka Vanessa a bratr Julian, v pozadí otec Clive se služebnou na pláži v Dorsetu v roce 1910

V roce 1947 vyšla Quentinovi Bellovi první kniha On Human Finery o historii módy. V padesátých letech začal vyučovat umění na King's College ve městě Newcastle upon Tyne. V roce 1959 přešel na Leeds Art School. Učil taky na Slade Art School a Hull Art School. V roce 1967 se stal profesorem historie umění na Sussex University, kde působil až do roku 1975.
Bell se proslavil hlavně životopisem Virginie Woolf, který vyšel v roce 1972 pod názvem Virginia Woolf: A Biography. Za tento počin získal několik cen. Napsal taky několik knih o skupině Bloomsbury a o rodinném panství v Charlestonu nedalekom městečka Firle ve východním Sussexu. V roce 1996 mu ještě vyšly vzpomínky Bloomsbury Recalled.

### Osobní život
Quentin se 16. února 1952 oženil s historičkou umění Anne Olivier Popham. Měli spolu tři děti. Julian je malířem nástěnných maleb, Cressida módní návrhářka a Virginia Nicholson se stala spisovatelkou a dokumentaristkou.
Po roce 1978 se spolu se svou sestrou Angelicou rozhodl založit Nadaci Charleston, která by původní rodinné sídlo udržovala a časem zpřístupnila veřejnosti.
Quentin Bell zemřel ve svém domě na adrese 81 Heighton Street v městečku Firle v Sussexu. Pohřbený je u místního kostela sv. Petra vedle matky.